# Opel Post

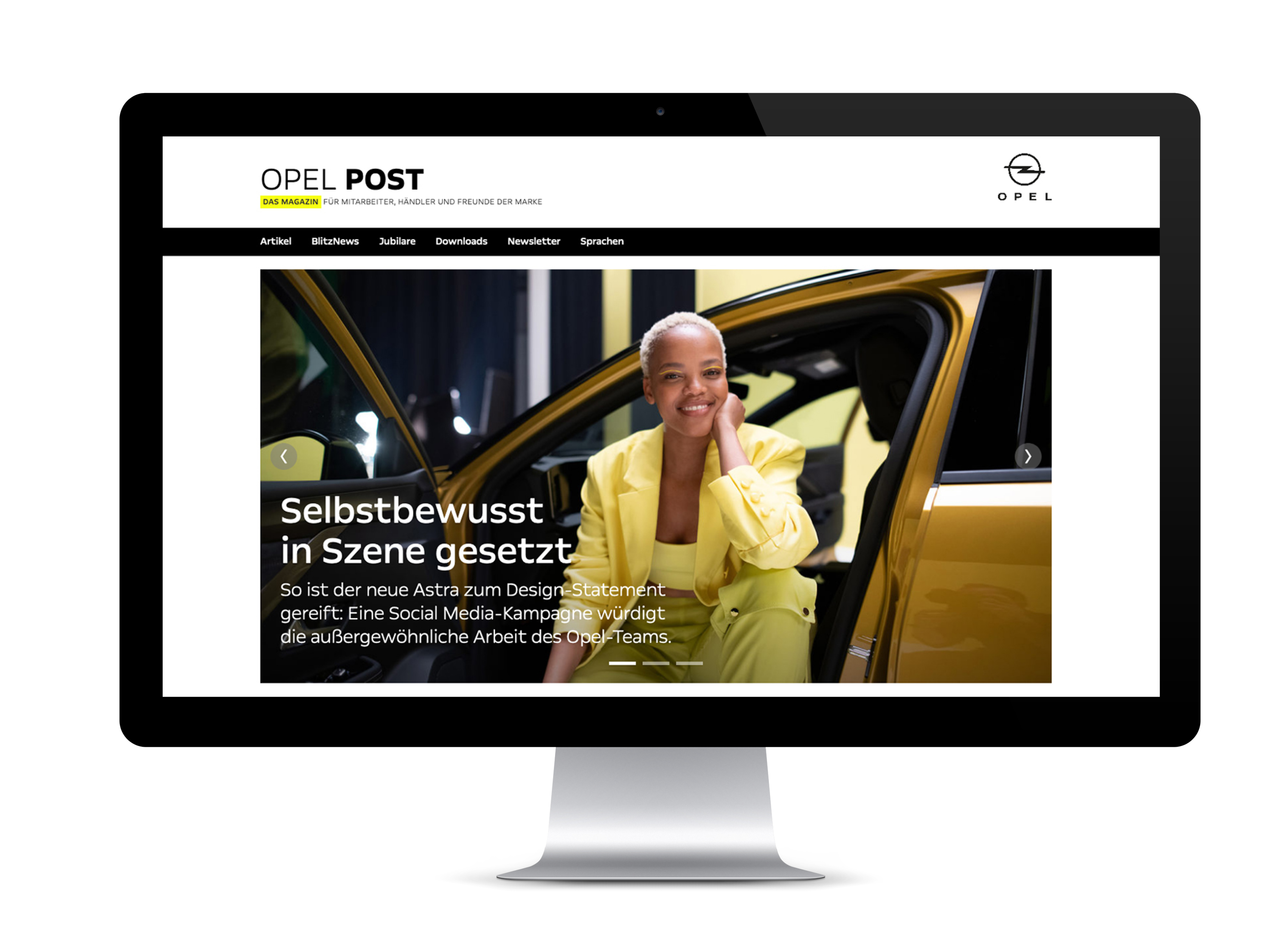
Die Opel Post erscheint seit 2013 als Web-Magazin.

Die Opel Post der Opel Automobile GmbH zählt zu den traditionsreichsten Mitarbeitermagazinen in der deutschen Industrie. 1949 als klassische Zeitung gegründet, gibt es die Opel Post seit 2013 als Web-Magazin offen für alle Mitarbeiter, Pensionäre, Händler und Fans der Marke.
Chefredakteur ist seit dem 1. Juni 2022 Mark Bennett. Er folgt auf Roland Korioth, der das Web-Magazin zuvor neun Jahre verantwortet hat. 

## Geschichte
Die Mitarbeiterzeitung wurde 1949 unter dem Titel Opel Post nach dem Ende der Papier-Rationierung gestartet. Der Name war anfangs nur ein Provisorium. Durch ein Preisausschreiben wurde mit einer Prämie von 50 D-Mark ein neuer Titel gesucht. Zu den von einer Jury ausgewählten Gewinnern gehörten Unterm Opel-Turm, Opel-Bote, Opel-Brücke und Opel-Welt – doch eine große Mehrheit der Leser wünschte sich den ursprünglichen Namen.

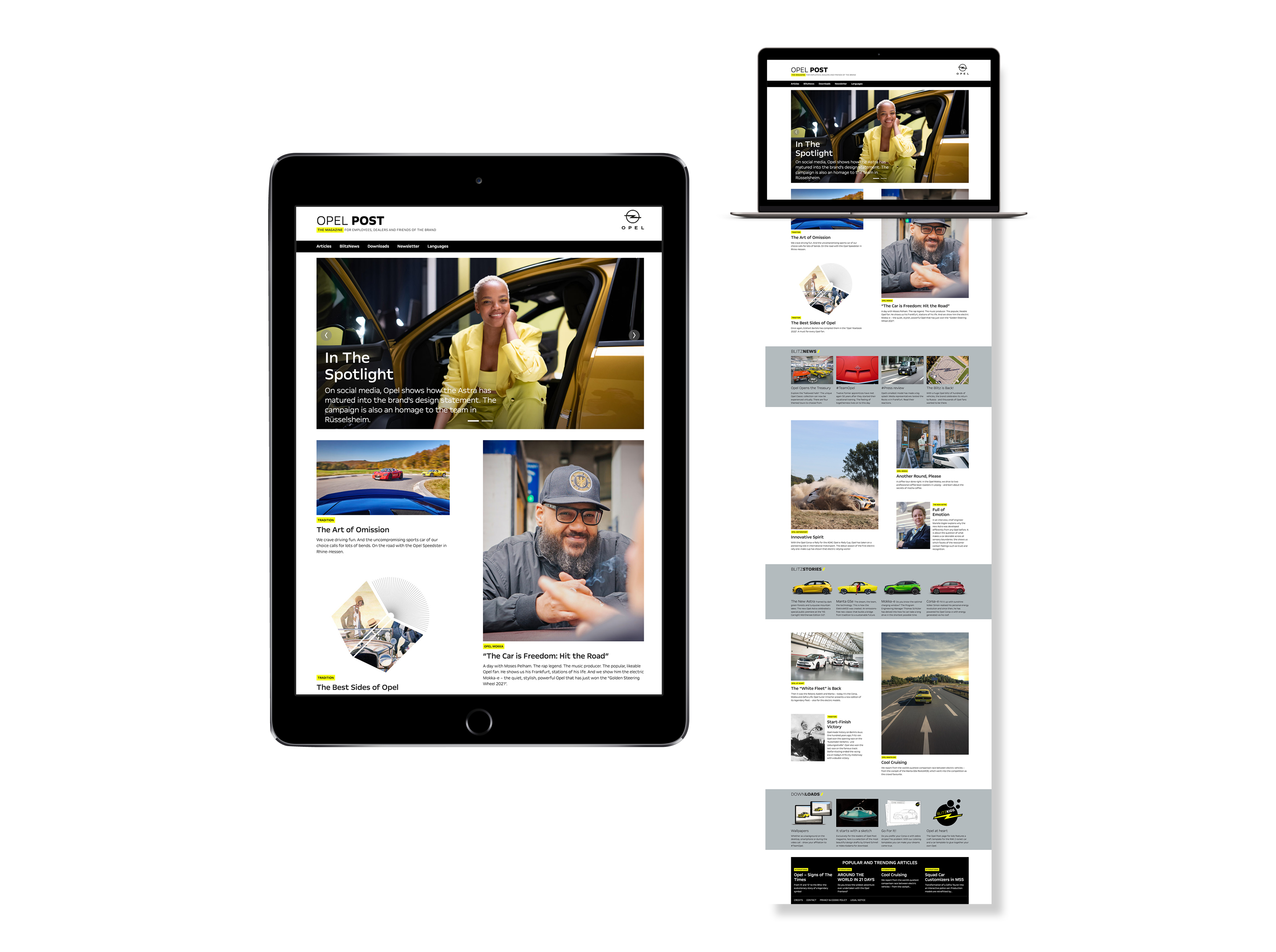
Es gibt eine deutsche und eine englische Ausgabe.

Das Zeitungsformat änderte sich im Februar 1981 mit der Umstellung vom Zeitschriften- auf ein Zeitungsformat erstmals entscheidend. Im Februar 1993 feierte die Opel Post ihre Premiere in Farbe, im Mai 2005 kehrte die Opel Post zum Magazinformat zurück. Von 2010 bis 2013 erschien die Zeitung europaweit in fünf Sprachen für die Werke in Rüsselsheim am Main, Bochum, Kaiserslautern, Eisenach, Saragossa, Ellesmere Port, Luton, Gliwice, Szentgotthárd und Wien-Aspern. Im März 2013 dann erfolgte die Umstellung von einer traditionellen gedruckten Mitarbeiterzeitung hin zu einem modernen Web-Magazin. „Die Opel Post ist ein wichtiges Instrument unserer internen und externen Kommunikation. Hier steht, was bei Opel läuft“, sagt Opel-Kommunikationschef Harald Hamprecht.
Die Opel Post gibt es als Web-Magazin in einer deutschen und englischen Ausgabe:
- Deutschsprachige Opel Post[4]
- Englischsprachige Opel Post[5]

Das Magazin behandelt Themen rund um das Unternehmen, im Fokus stehen Opel-Mitarbeiter und ihre Projekte. Es werden neue Modelle vorgestellt und ein exklusiver Blick hinter die Kulissen geworfen. Designer und Entwickler kommen zu Wort, Händler werden porträtiert, Tuner und ihre Traumautos vorgestellt. Außerdem gibt es Downloads, darunter einzigartige Design-Skizzen aus dem Opel-Design sowie Mal- und Bastelvorlagen.

## Erscheinungsweise
Jede Woche werden neue Geschichten und Reportagen rund um Opel veröffentlicht, sowohl auf Deutsch als auch auf Englisch.

## Auszeichnungen
Die Opel Post wurde im Wettbewerb ausgezeichnet:
- Bei den Fox Awards in der Kategorie Mitarbeiterzeitung/Automobil 2001 wurde Gold erreicht.